# Aaka
Aaka, rod kukaca Hemiptera (polukrilci) iz porodice Cicadellidae. Jedina poznata opisana vrsta u njemu je Aaka coera. Rasprostranjen je na Novoj Gvineji.